# Sân bay Porbandar
Sân bay Porbandar (IATA: PBD, ICAO: VAPR) là một sân bay ở Porbandar, Gujarat, Ấn Độ. Sân bay này có một đường băng dài 1372 m bề mặt nhựa đường.

## Các hãng hàng không và các tuyến điểm
Hiện có các hãng hàng không sau đang hoạt động tại sân bay Porbandar:
- Jet Airways (Diu, Mumbai)